# Тюнсет
Тюнсет (норв. Tynset) — коммуна в губернии Хедмарк в Норвегии. Административный центр коммуны — город Тюнсет. Официальный язык коммуны — нейтральный. Население коммуны на 2007 год составляло 5400 чел. Площадь коммуны Тюнсет — 1879,47 км², код-идентификатор — 0437.

## История населения коммуны
Население коммуны за последние 60 лет.

Статистика коммуны Тюнсет